# Cancionero d'Uppsala
 (août 2022).
La mise en forme du texte ne suit pas les recommandations de Wikipédia : il faut le « wikifier ».
Les points d'amélioration suivants sont les cas les plus fréquents. Le détail des points à revoir est peut-être précisé sur la page de discussion.
- Les titres sont pré-formatés par le logiciel. Ils ne sont ni en capitales, ni en gras.
- Le texte ne doit pas être écrit en capitales (les noms de famille non plus), ni en gras, ni en italique, ni en « petit »…
- Le gras n'est utilisé que pour surligner le titre de l'article dans l'introduction, une seule fois.
- L'italique est rarement utilisé : mots en langue étrangère, titres d'œuvres, noms de bateaux, etc.
- Les citations ne sont pas en italique mais en corps de texte normal. Elles sont entourées par des guillemets français : « et ».
- Les listes à puces sont à éviter, des paragraphes rédigés étant largement préférés. Les tableaux sont à réserver à la présentation de données structurées (résultats, etc.).
- Les appels de note de bas de page (petits chiffres en exposant, introduits par l'outil «  Source ») sont à placer entre la fin de phrase et le point final[comme ça].
- Les liens internes (vers d'autres articles de Wikipédia) sont à choisir avec parcimonie. Créez des liens vers des articles approfondissant le sujet. Les termes génériques sans rapport avec le sujet sont à éviter, ainsi que les répétitions de liens vers un même terme.
- Les liens externes sont à placer uniquement dans une section « Liens externes », à la fin de l'article. Ces liens sont à choisir avec parcimonie suivant les règles définies. Si un lien sert de source à l'article, son insertion dans le texte est à faire par les notes de bas de page.
- La présentation des références doit suivre les conventions bibliographiques. Il est recommandé d'utiliser les modèles {{Ouvrage}}, {{Chapitre}}, {{Article}}, {{Lien web}} et/ou {{Bibliographie}}. Le mode d'édition visuel peut mettre en forme automatiquement les références.
- Insérer une infobox (cadre d'informations à droite) n'est pas obligatoire pour parachever la mise en page.

Pour une aide détaillée, merci de consulter Aide:Wikification.
Si vous pensez que ces points ont été résolus, vous pouvez retirer ce bandeau et améliorer la mise en forme d'un autre article.

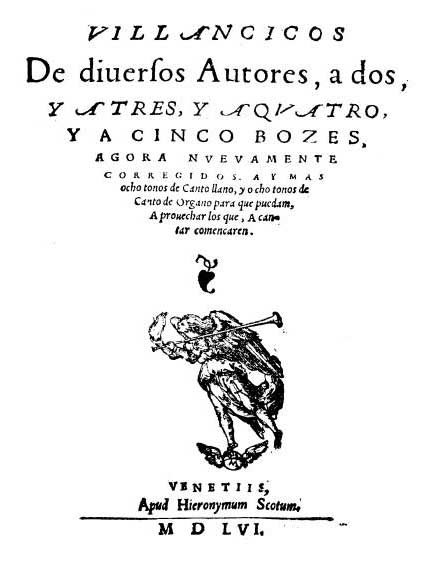
Page de garde du Cancionero d'Uppsala

Le Cancionero de Uppsala, également connu comme Cancionero del Duque de Calabria ou Cancionero de Venecia, est un livre qui contient des villancicos espagnols de la Renaissance. 

## Le livre
Le nom véritable sous lequel le livre fut imprimé est : « Villancicos de diversos autores, a dos, y a tres, y a quatro, y a cinco bozes, agora nuevamente corregidos. Ay mas ocho tonos de Canto llano, y ocho tonos de Canto de Organo para que puedam aprovechar los que a cantar començaren. » (Villancicos de divers auteurs, à deux, à trois, à quatre, et à cinq voix, nouvellement corrigés. Il y a de plus huit tons de plain-chant, et huit tons pour l'orgue qui pourront servir à ceux qui commencent à chanter).
Il fut compilé à la cour de Ferdinand d'Aragon, duc de Calabre, à Valence, et publié en 1556, à Venise, par Jerónimo Scotto, un des imprimeurs les plus connus de son époque. 
L'unique exemplaire connu de l'édition fut trouvé vers 1907, par le musicologue et diplomate Rafael Mitjana, à la Bibliothèque de l'Université d'Uppsala, en Suède. Deux ans après, en 1909, Mitjana publia une étude sur le livre, intitulée « Cincuenta y cuatro canciones españolas del siglo XVI » (Cinquante-quatre chansons espagnoles du XVIe siècle), dans laquelle il commente et transcrit le texte des pièces. Mitjana attribua l'origine des œuvres à des compositeurs espagnols, comme Juan del Encina, Cristóbal de Morales, Francisco de Peñalosa, etc. qui ont résidé en Italie pendant la première moitié du XVIe siècle. Cependant, c'est à partir de la publication du travail de Romeu Figueras, « Matheo Flecha el Viejo, la corte literariomusical del duque de Calabria y el Cancionero llamado de Upsala », que le Cancionero a été attribué à la cour du duc de Calabre.
Le cancionero est de petite taille (209 x 147 mm) et, contrairement à l'habitude de l'époque, il n'a ni dédicace ni prologue, ce qui rend difficile de connaître les circonstances dans lesquelles fut réalisée la compilation.

## Œuvres
Le livre contient 70 œuvres au total avec :
- 54 villancicos à 2, 3, 4 et 5 voix. Selon les thèmes traités, nous pouvons les regrouper en: amoureux, de noël, populaires et pastoraux.
- 16 pièces à 1 et 2 voix : 8 tons de plain-chant et 8 tons pour l'orgue. Dans les deux cas, les œuvres sont ordonnées du premier au huitième ton. Comme l'indique le titre du livre, ils ont une finalité pédagogique.

L'index du cancionero classe les œuvres en six groupes :
1. Villancicos à deux voix
2. Villancicos à trois voix
3. Villancicos à quatre voix
4. Villancicos de noël, à trois voix (En réalité, elles correspondent à des villancicos à 4 voix)
5. Villancicos de noël, à trois voix
6. Villancicos à cinq voix (C'est ici que sont inclus les exemples de plain-chant et ceux pour l'orgue).

La  majorité des pièces est anonyme. Le livre indique seulement que le villancico « Dezilde al cavallero » a été composé par Nicolas Gombert. Cependant, on a pu déterminer l'autorité de plusieurs d'entre elles parce qu'elles apparaissent dans d'autres sources, en particulier, dans des livres de vihuela (Orphénica Lyra de Miguel de Fuenllana, Los seys libros del Delphin de Luys de Narváez et le Libro de música de vihuela de Diego Pisador). Il est également possible de proposer des auteurs pour d'autres pièces, en se basant sur leur analyse.
Toutes les pièces sont en castillan, excepté les pièces 23, 24, 35 et 45 qui sont en valencien et la 54 qui est en galaïco-portugais.
Ci-dessous voici une description détaillée des œuvres qui composent le cancionero :

### Villancicos à deux voix
| N° | Œuvre                         | Compositeur      |
| -- | ----------------------------- | ---------------- |
| 1  | Como puedo yo bivir           | Anonyme          |
| 2  | Y dezid serranicas, hé        | Anonyme          |
| 3  | Dime robadora ¿que te mereci? | Anonyme          |
| 4  | No soy yo quien veis bivir    | Anonyme          |
| 5  | No me los amuestres mas       | Anonyme          |
| 6  | Yendome y viniendo            | Anonyme          |
| 7  | No tienen vado mis males      | Juan del Encina? |
| 8  | Andaran siempre mis ojos      | Gabriel Mena?    |
| 9  | Mal se cura muyto mal         | Anonyme          |
| 10 | Para verme con ventura        | Juan del Encina? |
| 11 | Un dolor tengo en ell alma    | Anonyme          |
| 12 | Que todos se passan en flores | Anonyme          |

### Villancicos à trois voix
| N° | Œuvre                       | Compositeur                         |
| -- | --------------------------- | ----------------------------------- |
| 13 | Si n' os huviera mirado     | Cristóbal de Morales? Juan Vázquez? |
| 14 | Si la noche hace ezcura     | Anonyme                             |
| 15 | Desposastes os, Señora      | Anonyme                             |
| 16 | Desdeñado soy de amor       | Anonyme                             |
| 17 | No so yo quien veis bivir   | Anonyme                             |
| 18 | Vesame y abraçame           | Anonyme                             |
| 19 | Alta estava la peña         | Anonyme                             |
| 20 | Dime robadora               | Anonyme                             |
| 21 | Alça la niña los ojos       | Anonyme                             |
| 22 | Ay de mi qu’en tierra agena | Anonyme                             |
| 23 | Soleta so yo açi            | Bartomeu Cárceres?                  |
| 24 | Vella de vos son amoros     | Mateo Flecha le vieux?              |

### Villancicos à quatre voix
| N° | Œuvre                                               | Compositeur                               |
| -- | --------------------------------------------------- | ----------------------------------------- |
| 25 | Ojos garços a la niña                               | Juan del Encina? Juan Vazquez?            |
| 26 | Estas noches a tan largas                           | Anonyme                                   |
| 27 | Ay luna que reluzes                                 | Anonyme                                   |
| 28 | Vi los barcos madre                                 | Anonyme                                   |
| 29 | ¿Con qué la lavarè, la flor de mi cara?             | Anonyme                                   |
| 30 | Soy Serranica                                       | Anonyme                                   |
| 31 | Si te vas a bañar, Juanilla                         | Anonyme                                   |
| 32 | Tan mala noche me distes (Serrana donde dormistes?) | Anonyme                                   |
| 33 | Falalalanlera, De la guarda riera                   | Bartomeu Cárceres? Mateo Flecha le vieux? |
| 34 | ¡A Pelayo! Que me desmayo                           | Juan Aldomar?                             |
| 35 | ¿Qué farem del pobre Joan?                          | Mateo Flecha le vieux                     |
| 36 | ¡Teresica hermana, de la fararira!                  | Mateo Flecha le vieux                     |

### Villancicos de Noël à quatre voix
| N° | Œuvre                        | Compositeur                               |
| -- | ---------------------------- | ----------------------------------------- |
| 37 | No la devemos dormir         | Fray Ambrosio Montesino?                  |
| 38 | Rey a quien reyes adoran     | Anonyme                                   |
| 39 | Verbum caro factum est       | Mateo Flecha le vieux?                    |
| 40 | Alta Reyna soberana          | Anonyme                                   |
| 41 | Gozate, Virgen sagrada       | Anonyme                                   |
| 42 | Un niño nos es nasçido       | Anonyme                                   |
| 43 | Dadme albricias hijos d’Eva! | Anonyme                                   |
| 44 | Yo me soy la morenica        | Anonyme                                   |
| 45 | E la don don                 | Mateo Flecha le vieux? Bartomeu Cárceres? |
| 46 | Riu, riu, chiu               | Mateo Flecha le vieux?                    |

### Villancicos de Noël à trois voix
| N° | Œuvre                         | Compositeur        |
| -- | ----------------------------- | ------------------ |
| 47 | Señores el qu’ es nascido     | Pedro de Pastrana? |
| 48 | Vos virgen soys nuestra madre | Anonyme            |

### Villancicos à cinq voix
| N° | Œuvre                                  | Compositeur            |
| -- | -------------------------------------- | ---------------------- |
| 49 | Dezilde al caballero que non se quexe  | Nicolas Gombert        |
| 50 | Dizen a mi que los amores he           | Juan Vázquez?          |
| 51 | Si amores me han de matar              | Mateo Flecha le vieux? |
| 52 | Si de vos mi bien me aparto ¿Que harè? | Anonyme                |
| 53 | Hartaos ojos de llorar                 | Anonyme                |
| 54 | Falai meus olhos                       | Anonyme                |

### Exemples de plain-chant
| N° | Œuvre          | Compositeur |
| -- | -------------- | ----------- |
| 55 | Primus tono    | Anonyme     |
| 56 | Secundus tonus | Anonyme     |
| 57 | Tertius tonus  | Anonyme     |
| 58 | Quartus tonus  | Anonyme     |
| 59 | Quintus tonus  | Anonyme     |
| 60 | Sextus tonus   | Anonyme     |
| 61 | Septimus tonus | Anonyme     |
| 62 | Octavus tonus  | Anonyme     |

### Exemples de pièces d'orgue
| N° | Œuvre                | Compositeur |
| -- | -------------------- | ----------- |
| 63 | Primus tonus (Duo)   | Anonyme     |
| 64 | Secundus tonus (Duo) | Anonyme     |
| 65 | Tertio tono (Duo)    | Anonyme     |
| 66 | Quarto tono (Duo)    | Anonyme     |
| 67 | Quinto tono (Duo)    | Anonyme     |
| 68 | Sexto tono (Duo)     | Anonyme     |
| 69 | Septimo tono (Duo)   | Anonyme     |
| 70 | Ottavo tono (Duo)    | Anonyme     |

## Discographie
- El Cançoner del Duc de Calabria. Jordi Savall. La Capella Reial de Catalunya. Astrée Auvidis. 1996.
- España Antigua. Jordi Savall. Hespérion XXI. Virgin 7243 5 61 964 2 1 (Vol.: Weltliche Musik [Musique profane] im christlichen und jüdischen Spanien (1450-1550) - Jewish & Christian Spain)